# Коп на драйве
Коп на драйве (фр. 30 Jours Max) — французская полицейская комедия режиссера Тарека Будали, выпущенная в 2020 году. .

## Сюжет
Трусливому и неуклюжему полицейскому Райну врач ошибочно ставит смертельный диагноз, говоря, что тому осталось жить всего 30 дней. Узнав об этом, Райн становится смелее и хочет стать героем участка, чтобы произвести впечатление на свою коллегу Стефани. Он идёт на значительный риск, чтобы задержать торговца наркотиками.

## Актёрский состав
- Тарек Будали : Райан
- Филипп Лашо : Тони
- Жюльен Аррути : Пьер
- Ванесса Гид: Стефани, коллега Райана
- Хосе Гарсия : крыса
- Мари-Анн Шазель : бабушка Райана
- Рим Керири : Линда
- Николя Мари : комиссар
- Филипп Дюкен : врач
- Шанталь Ладесу : проститутка
- Брахим Бухлель: Зубир
- Just Riadh : Сэмми
- Макфлай и Карлито

## Производство фильма
Проект был анонсирован в январе 2019 года. Съёмки начались 23 сентября 2019 года и длились двенадцать недель, проходя в Париже и Иль-де-Франс (особенно в Сержи), а также в Лас-Вегасе.